# نقاط مرزی اردن

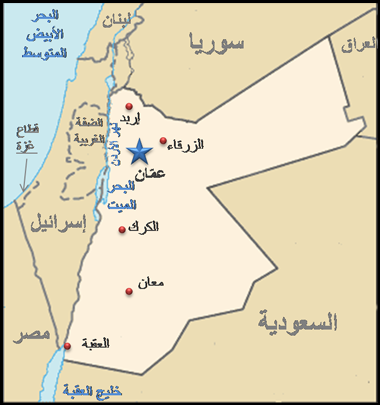

نقاط مرزی اردن (عربی: النقاط الحدودية مع الأردن) و ارتفاعات آن عبارتند از:

## ارتفاعات
پایین‌ترین نقطه در اردن در «دریای مرده» می‌باشد که ۴۰۸ متر پایین‌تر از سطح دریا است (این نقطه همچنین پایین‌ترین نقطه در دنیا می‌باشد)
- بلندترین نقطه در کوه «ام الدامی» به ارتفاع ۱۸۵۴ متر برابر با ۶۰۸۳ قدم بالاتر از سطح دریا می‌باشد
- دومین نقطه بلند در کوه «رام» به ارتفاع ۱۷۵۴ متر بالاتر از سطح دریا می‌باشد.[۱]

## نقاط مرزی
در شمال با سوریه و عراق نقطه مرزی دارد، اردن با سوریه از طریق دو معبر مرزی ارتباط دارد، اولین معبر در نقطه مرزی «رمثا – درعا» می‌باشد و دوم نقطه مرزی معبر «جابر – نصیب» است، اما با عراق در شمال از طریق مرز «الکرامه» با عراق در مختصات ۳۳°۲۲′ شمالی ۳۸°۴۷′ شرقی / ۳۳٫۳۶۷°شمالی ۳۸٫۷۸۳°شرقی ارتباط دارد.
- در جنوب اردن با عربستان هم‌مرز است و خط آهن امان – تبوک و مرز اردن و عربستان یکدیگر را قطع می‌کنند، اردن از طریق دو نقطه مرزی در سمت جنوب یعنی از طریق نقطه مرزی العمری و المدوره در مختصات ۲۹°۱۱′ شمالی ۳۶°۰۴′ شرقی / ۲۹٫۱۸۳°شمالی ۳۶٫۰۶۷°شرقی با عربستان ارتباط دارد.
- در سمت شرق اردن کلا با حکومت پادشاهی عربستان سعودی و استان مفرق در مختصات ۳۲°۱۴′ شمالی ۳۹°۱۷′ شرقی / ۳۲٫۲۳۳°شمالی ۳۹٫۲۸۳°شرقی هم‌مرز است
- در سمت غرب اردن با پادشاهی عربی سعودی از طریق خلیج عقبه و استان عقبه در نزدیکی شهر عقبه، اردن از طریق نقطه مرزی الدره در مختصات الدرة ۲۹°۲۱′ شمالی ۳۴°۵۷′ شرقی / ۲۹٫۳۵۰°شمالی ۳۴٫۹۵۰°شرقی ارتباط دارد
- اردن در غرب با فلسطین از طریق پل الشیخ حسین هم‌مرز است.